# Charlotte Sting
Die Charlotte Sting waren eine Mannschaft der nordamerikanischen Frauen-Basketball-Profiliga WNBA (Women’s National Basketball Association). Seine Heimspiele trug das Team zunächst im Charlotte Coliseum und ab 2005 in der Charlotte Bobcats Arena in Charlotte, North Carolina aus.
Die Sting waren bis 2003 das Schwesterteam der NBA-Mannschaft Charlotte Hornets. Seit 2003 waren sie das Schwesterteam der Charlotte Bobcats. Die Bobcats entstanden auf Initiative der Stadt Charlotte und der NBA, als die Charlotte Hornets (heute: New Orleans Pelicans) nach New Orleans umzogen.
Am 3. Januar 2007 gaben die Besitzer der Charlotte Sting bekannt, dass sie nicht länger das Team finanzieren wollten. Die WNBA fand keinen Besitzer für das Team, weshalb die Spielerinnen am 8. Januar in einem Dispersal Draft von den anderen Teams der Liga gedraftet werden konnten.

## Erfolge und Ehrungen

### Sportliche Erfolge
Das Franchise konnte in den 10 Saison des Bestehens sechsmal die Playoffs erreichen. Dabei erreichte das Team einmal das WNBA-Finale das aber gegen die LA Sparks verloren ging.

### Individuelle Auszeichnungen
Individuellen Auszeichnungen erhielten vier Spielerinnen der Sting in vier Saisons in vier verschiedenen Kategorien.
| Saison | Kategorie                            | Spielerin         |
| ------ | ------------------------------------ | ----------------- |
| 1997   | Eastern Conference Shooting Champion | Andrea Congreaves |
| 1998   | Rookie of the Year                   | Tracy Reid        |
| 1999   | Sportsmanship Award                  | Dawn Staley       |
| 2004   | Most Improved Player Award           | Kelly Miller      |

### Saison für Saison
Abkürzungen: Sp. = Spiele, S = Siege, N = Niederlagen
| Saison | Sp. | S   | N   | Siege in % | Platz                  | Playoffs |
| 1997   | 28  | 15  | 13  | 53,6       | 3., Eastern Conference | Niederlage im WNBA Semifinal, 0:1 (Houston Comets) |
| 1998   | 30  | 18  | 12  | 60,0       | 2., Eastern Conference | Niederlage im WNBA Semifinal, 0:2 (Houston Comets) |
| 1999   | 32  | 15  | 17  | 46,9       | 3., Eastern Conference | Sieg im Conference Semifinal, 1:0 (Detroit Shock) Niederlage im Conference Final, 1:2 (New York Liberty)                                                  |
| 2000   | 32  | 8   | 24  | 25,0       | 8., Eastern Conference | nicht qualifiziert |
| 2001   | 32  | 18  | 14  | 56,3       | 4., Eastern Conference | Sieg im Conference Semifinal, 2:1 (Cleveland Rockers) Sieg im Conference Final, 2:1 (New York Liberty) Niederlage im WNBA Final, 0:2 (Los Angeles Sparks) |
| 2002   | 32  | 18  | 14  | 56,3       | 2., Eastern Conference | Niederlage im Conference Semifinal, 0:2 (Washington Mystics)                                                                                              |
| 2003   | 34  | 18  | 16  | 52,9       | 3., Eastern Conference | Niederlage im Conference Semifinal, 0:2 (Connecticut Sun)                                                                                                 |
| 2004   | 34  | 16  | 18  | 47,1       | 5., Eastern Conference | nicht qualifiziert |
| 2005   | 34  | 6   | 28  | 17,6       | 6., Eastern Conference | nicht qualifiziert |
| 2006   | 34  | 11  | 23  | 32,4       | 6., Eastern Conference | nicht qualifiziert |
| Gesamt | 322 | 143 | 179 | 44,4       |                        | 6 Playoff-Teilnahmen in 10 Saisons 9 Serien: 3 Siege, 6 Niederlagen 19 Spiele: 6 Siege, 13 Niederlagen (31,6 %)                                           |

## Cheftrainer
- Marynell Meadors (1997–1999)
- Dan Hughes (1999)
- T.R. Dunn (2000)
- Anne Donovan (2001–2002)
- Trudi Lacey (2003–2005)
- Muggsy Bogues (2005–2007)

## Spielerinnen

### Erstrunden-Wahlrechte beim WNBA Draft
| Name           | Jahr | Draft-Position |
| -------------- | ---- | -------------- |
| Tora Suber     | 1997 | 7.             |
| Tracy Reid     | 1998 | 7.             |
| Dawn Staley    | 1999 | 9.             |
| Summer Erb     | 2000 | 11.            |
| Kelly Miller   | 2001 | 2.             |
| Sheila Lambert | 2002 | 7.             |

| Name                | Jahr | Draft-Position |
| ------------------- | ---- | -------------- |
| Shaunzinski Gortman | 2002 | 9.             |
| Jocelyn Penn        | 2003 | 9.             |
| Nicole Powell       | 2004 | 3.             |
| Janel McCarville    | 2005 | 1.             |
| Monique Currie      | 2006 | 3.             |
| Tye’sha Fluker      | 2006 | 10.            |

In den zehn Jahren des Bestehens hatte der Klub zwölf Draftrechte in der ersten Runde des WNBA Drafts. Das Franchise hatte vor jeder Saison zumindest einen Draft-Pick in der ersten Runde. Zweimal konnte aufgrund von Trades sogar zweimal in der ersten Runde ausgewählt werden.
Mit Janel McCarville konnte das Franchise bisher einmal eine Spielerin an der ersten Position auswählen. Sie erfüllte die Erwartungen in Charlotte nicht, konnte aber später mit dem Team der Minnesota Lynx eine WNBA-Meisterschaft erringen. Mit Tracy Reid erhielt eine der ausgewählten Spielerinnen die Auszeichnung als bester Neuling des Jahres.